# Tenuipalpus anacardii
Tenuipalpus anacardii är en spindeldjursart som beskrevs av De Leon 1965. Tenuipalpus anacardii ingår i släktet Tenuipalpus och familjen Tenuipalpidae. Inga underarter finns listade i Catalogue of Life.